# Mykose
Als Mykose (von altgriechisch μύκης mykes, deutsch ‚Pilz‘), Pilzkrankheit oder Pilzerkrankung bezeichnet man eine durch Pilze verursachte Infektionskrankheit. Auch der Begriff Pilzinfektion wird oft im Sinne von „Pilzerkrankung“ verwendet, obwohl der Vorgang der Infektion durch Pilze nicht zu einer Erkrankung führen muss und daher im exakten Sprachgebrauch von einer Mykose zu unterscheiden ist. Die Erreger können Myzelpilze und Hefen sein (siehe auch Kandidose). Bei einer Mykose breiten sich die Erreger parasitär auf dem oder im lebenden Gewebe von Menschen, Tieren oder Pflanzen aus.
In der Medizin wird wegen einheitlicher Therapien häufig vereinfacht zwischen Dermatophyten (Fadenpilzen), Hefen (Sprosspilzen) und Schimmelpilzen unterschieden (sogenanntes DHS-System). Nach der Lokalisation lassen sich Mykosen in oberflächliche und systemische Mykosen einteilen. Zu den oberflächlichen Mykosen gehören Pilzinfektionen der Haut (verursacht durch Dermatophyten), der Nägel und der Schleimhäute.
Keine Mykosen sind die Aktinomykosen.

## Infektion und Infektionskrankheit
Die Infektion des Wirtes beginnt mit dem Anhaften oder Eindringen von pathogenen Pilzen oder Sporen (wachstums- und vermehrungsfähige Teile des Pilzes).
Beginnt der Pilz im Wirt zu wachsen und der Wirt erleidet eine Schädigung mit entsprechenden Symptomen, entsteht aus der Infektion eine Pilzkrankheit, die Mykose. Jedoch ist es möglich, dass der betroffene Wirt sich während der Infektion erfolgreich gegen den Pilz wehrt, so dass keine Symptome erscheinen (sogenannte inapparente Infektion).

## Mykosen bei Menschen
Bis zu 1,5 Millionen Menschen pro Jahr sterben an Pilzinfektionen.

### Oberflächliche Mykosen

#### Mykosen der Haut und Hautanhangsgebilde
Bei Menschen mit gesundem Immunsystem werden Mykosen der Haut (Dermatomykose), der Haare oder der Nägel meistens durch Dermatophyten hervorgerufen. Diese Pilze, die meist der Abteilung der Ascomyceten angehören oder Anamorphe (Fungi imperfecti) sind, werden indirekt über Hautschuppen von Mensch zu Mensch übertragen. Sie können chronische Hautmykosen an allen Körperteilen verursachen. Der wissenschaftliche Name dieser Mykosen lautet Dermatophytose oder „Tinea“.
Erkrankungen durch Hefen sind die Kandidose oder Infektionen durch Malassezien.
Die Sporotrichose ist eine Zoonose und befällt außer den Menschen auch Hunde und vor allem Katzen.
Die Phäohyphomykose befällt vor allem Haustiere.

#### Mykosen der Schleimhäute

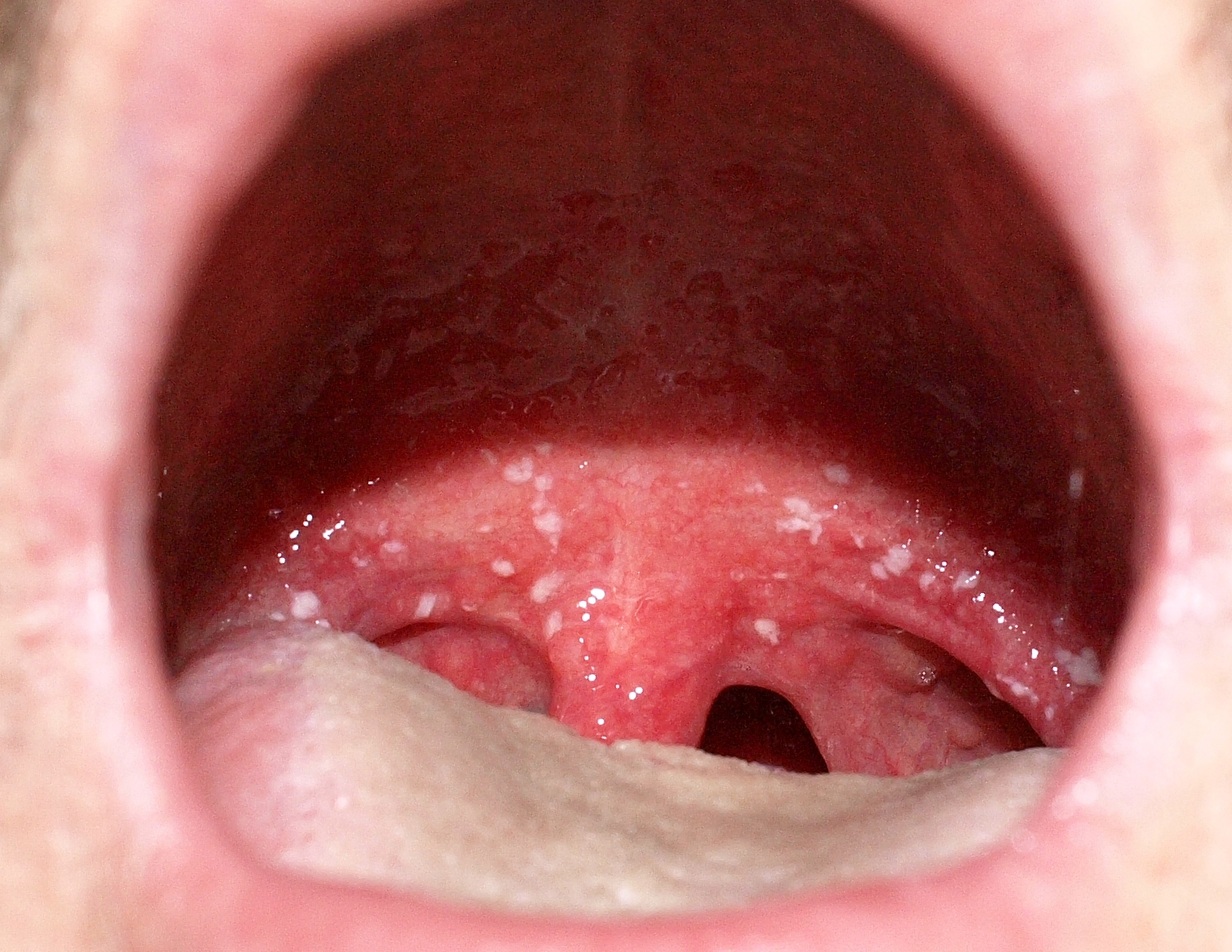
Schleimhautmykose des Gaumens

Bei Menschen mit gesundem Immunsystem sind Mykosen der Mundschleimhäute selten. Häufiger sind Mykosen der Geschlechtsorgane (siehe Vaginale Pilzinfektion).
Mykosen der Schleimhäute werden meist durch Pilze der Gattung Candida hervorgerufen, insbesondere durch Candida albicans. Candida albicans und andere Candida-Arten sind anamorphe (imperfekte) Sprosspilze, die bei vielen Menschen auf den Schleimhäuten des Verdauungstrakts vorkommen (z. B. Zunge). Eine solche Erkrankung ist fast immer ein Zeichen eines geschwächten Immunsystems und man bezeichnet deshalb diese Pathogene als „Schwächeparasiten“. Diese Mykose stellt sich auf den Schleimhäuten als weißer Belag mit umgebender Rötung dar, was als Soor bezeichnet wird (weitere Informationen siehe Kandidose).

### Systemische Mykosen
Systemische Mykosen werden auch als Systemmykosen bezeichnet. Beim Menschen handelt es sich dabei um Mykosen, bei denen der Erreger – meist über die Lunge – in den Blutkreislauf gelangt ist und innere Organe befällt. Systemische Mykosen sind äußerst ernsthafte Erkrankungen, die schwer zu beherrschen sind und zum Tod führen können. Sie befallen normalerweise Menschen mit geschwächtem Immunsystem, z. B. Patienten nach einer Operation, einer Transplantation, einer Chemotherapie oder Patienten mit Immunschwächekrankheiten wie z. B. AIDS. Dies bezeichnet man als „opportunistische“ Infektion, weil der Erreger „die gute Gelegenheit ausnutzt“. Erreger sind beispielsweise Cryptococcus neoformans und verschiedene Aspergillen.
Hierzu zählt auch die sonst sehr seltene, durch Pilze der Gattung Mucor hervorgerufene Mukormykose, die vermehrt bei COVID-19-Patienten in Indien festgestellt wurde. Es handelt sich um eine Pilzinfektion, hervorgerufen durch Pilze der Ordnung Mucorales. Diese Mykose zeichnet sich durch u. a. nekrotische Läsionen im Bereich von Nase und Rachen, Fieber und eitrigen Ausfluss aus der Nase aus.
Während bei chirurgischen Patienten mehr Candida-Infektionen auftreten, überwogen 2009 bei Menschen mit hämato-onkologischen Grunderkrankungen Aspergillus-Arten. Auch seltener vorkommende Pilze wie Zygomyzeten und Fusarien spielen eine Rolle.
Mehrere klinische Studien legen nahe, dass „opportunistische“ Pilzinfektionen in ihrem Bedrohungspotential zunehmen (Stand 2009).
Zu den systemischen Mykosen zählen auch von so genannten „primär pathogenen“ Pilzen verursachte Mykosen. Diese Pilze können auch bei weitgehend gesundem Immunsystem schwere systemische Mykosen verursachen, z. B. die Blastomykose oder die Histoplasmose. Diese Erreger kommen in Europa nicht vor.

### Diagnose
Die Diagnose von Mykosen erfolgt normalerweise durch Entnahme von Proben und Aufzucht (Kultivierung) des Erregers, um den Erreger zu identifizieren. Dies dauert oft sehr lange und ist schwierig. Daher kann (und darf) mit der Behandlung meist nicht gewartet werden, bis der Erregertyp eindeutig feststeht. Zum Nachweis einer Mykose wird in der Regel auf das Nativpräparat zurückgegriffen. Beispielsweise wird eine Hautschuppe aus dem befallenen Bereich mikroskopisch untersucht (siehe Dunkelfeldmikroskopie). Der Nachweis von Hyphen sichert den Verdacht einer Mykose, jedoch bringt erst die Kultur Aufschluss über die Art des Erregers. Normalerweise wird die Therapie deshalb vor Erregerbestimmung begonnen und basiert auf den Erfahrungen des behandelnden Arztes. Wichtig ist, zu vereinbaren, dass die Kultur nach der Typbestimmung nicht vernichtet wird. Sie wird noch benötigt, um Resistenzen des Erregers gegen Antimykotica zu bestimmen und damit die Wahl des Präparates zu erleichtern. Leider unterlassen selbst Dermatologen häufig aus Kostengründen die Resistenzbestimmung und behandeln mit stärker belastenden Breitbandantimykotika.
Die Abgrenzung zu makroskopisch ähnlichen Erkrankungen wie dem durch Bakterien verursachten Erythrasma kann mit Hilfe einer Wood-Lampe durchgeführt werden. Das Erythrasma leuchtet hier im Gegensatz zu dem Pilz korallenrot.

### Therapie
Zur Therapie stehen Antimykotika zur Verfügung. Bei Mykosen der Haut werden sie als Creme oder Salbe lokal auf die Haut aufgetragen. Bei Hefepilzen sind Azole (Clotrimazol) oder auch Nystatin die erste Wahl, während bei Dermatophyten Ketoconazol und Terbinafin zum Einsatz kommen.
Bei Mykosen der Schleimhäute wird das Antimykotikum – je nach der befallenen Schleimhaut – in Form von Salben, Lutschtabletten, Säften oder Zäpfchen an den Zielort gebracht. Dabei sollten Antimykotika verwendet werden, die nicht in den Blutkreislauf gelangen, um die Nebenwirkungen gering zu halten. Eine systemische Behandlung mit in den Blutkreislauf gelangenden Antimykotika sollte nur angewendet werden, wenn die lokale Therapie nicht wirkt. Bei hartnäckigen subungualen Pilzinfektionen ist oft die Kombination aus lokalem und systemischem Antimykotikum erfolgversprechend. Allerdings handelt es sich hierbei um einen Off-Label-Use des Medikaments, der nicht zugelassen ist.
Eine antimykotische Kombinationstherapie (mit verschiedenen Substanzen) hat – abgesehen von der Flucytosin-Zugabe (z. B. bei Cryptokokken- und Candida-Meningits) – keine ausreichende Evidenz.
Bei systemischen Mykosen werden Antimykotika meist intravenös verabreicht. Hierbei gilt es, neben der antimikrobiellen Aktivität auch die unterschiedlichen physikochemischen Eigenschaften und Nebenwirkungsprofile der verschiedenen Substanzen zu kennen.
Folgende Substanzgruppen können eingesetzt werden:
- Polyene (z. B. Amphotericin B)
- Azole (viele Substanzen; z. B. Fluconazol, Voriconazol, Posaconazol)
- Candine (z. B. Caspofungin)

Eine weltweit abgestimmte Diagnose- und Behandlungsrichtlinie wurde hierfür in „Lancet Infectious Diseases“ veröffentlicht.

## Mykosen bei Tieren

### Mykosen bei Amphibien
Die Chytridiomykose ist eine Pilzerkrankung bei Amphibien, die durch den Erreger Batrachochytrium dendrobatidis verursacht wird. Seit Ende 1998 wird sie erstmals im Zusammenhang mit dem weltweiten Amphibiensterben (Global Amphibian Decline) diskutiert, als monokausale Ursache ist dies allerdings umstritten. Als gesichert gilt, dass weltweit über ein Drittel aller Amphibienarten vom Aussterben bedroht und seit 1980 schon mehr als 120 Arten unwiderruflich verschwunden sind.

## Mykosen bei Pflanzen
Die häufigsten Pflanzenkrankheiten sind Pilzerkrankungen (Mykosen). Da Pilze kein Chlorophyll enthalten, leben sie saprophytisch oder parasitisch. Nur parasitisch lebende Pilze verursachen Mykosen.

## Bedeutende Mykologen und Pioniere der Mykose-Forschung
- Charles-Philippe Robin
- Johann Lukas Schönlein
- Robert Remak
- Rudolf Virchow
- Pehr Henrik Malmsten
- Friedrich Albert von Zenker

- Hugo Carl Plaut
- Raymond Sabouraud
- Josef Jadassohn
- A. Sartory
- Alfred Marchionini
- Hans Götz